# エディ・ゲーデル

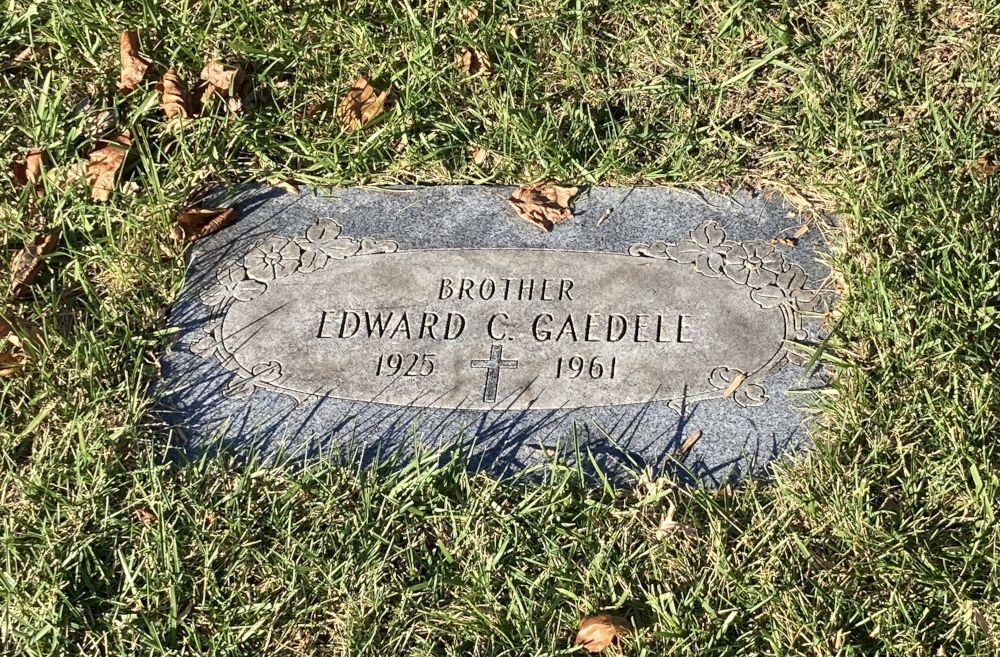
墓

エドワード・カール・ゲーデル（Edward Carl Gaedel , 1925年6月8日 - 1961年6月18日）ことエディ・ゲーデルは、アメリカ合衆国イリノイ州シカゴ出身の野球選手。左投げ右打ち。セントルイス・ブラウンズに所属し、1951年に1試合のみ出場した。
小人症であったゲーデルの身長は3フィート7インチ（約109センチ）。公式に記録されているわけではないものの、メジャーリーグ史上最も背の低い選手である。ゲーデルの出場をめぐる逸話は、野球史に残る珍事の一つとしてファンに記憶されている。

## 野球人生

### 1951年8月19日
1951年8月19日、スポーツマンズ・パークで行われたセントルイス・ブラウンズとデトロイト・タイガースのダブルヘッダー第1試合終了後に、アメリカンリーグ創設50周年記念のアトラクションとして小さな劇が上演された。内容は、ウィリアム・シェイクスピアの作品に登場した、臆病・ホラ吹き・食いしん坊の騎士フォルスタッフの誕生祝いをテーマにしたものだった。グラウンドにケーキが運び込まれ、中から小人が飛び出すシーンに観客は拍手喝采を送った。
ほどなくして第2試合が開始。1回表、ブラウンズの先発ドウェイン・ピレットはタイガース打線を無失点に抑えた。1回の裏、ブラウンズは先頭打者のフランク・ソーシアーに代打を送った。
場内アナウンスは「代打、エディ・ゲーデル。背番号8分の1」とコール。すると、ダグアウトから、先程のアトラクションに出てきた小人がユニフォームを身につけ打席に立った。ファンはどよめき、そして大歓声を送った。
球審エド・ハーレイはブラウンズのベンチに「これはいったいどういう真似だ」と叫んだ。ブラウンズ側は数枚の紙を球審に提出した。ゲーデルの選手契約書、アメリカンリーグの選手登録許可書、当日の試合参加選手登録書だった。必要な書類が全て揃っている以上、球審はプレーを宣告せざるを得なかった。
タイガースの捕手ボブ・スウィフトは両膝を地面につけ、できる限り低く構えた。しかしゲーデルも思い切りかがんで構えた。投手ボブ・ケインはストライクを取ることができず、ストレートの四球に。出塁したゲーデルに代走ジム・デルシングが出された。ゲーデルによると、これを画策したオーナーのビル・ベックから「バットを振ったら、球場の屋根にいるスナイパーに射殺させる」と言われたという。

### 試合後
すぐさまコミッショナーのフォード・フリックとリーグ会長のウィル・ハリッジは声明を発表した。「小人症の人間を使うのは野球に対する有害行為だ」として、以後のゲーデルの試合への出場を禁止する内容だった。
ベックはこれに反発。「小さな人が野球をすることのどこが有害なのか私には理解できないね。小さい人を差別したいなら、身長制限について具体的にルールを定めるべきだ。ヤンキースのフィル・リズートは小柄な野球選手か、それとも大柄な小男か、ハリッジの見解を聞きたい」と述べた。ゲーデルも「社会は小人症の人を助けるというが、ハリッジは我が野球人生を抹殺した」と声明を出した。しかし裁定が覆ることはなかった。
この10年後、ゲーデルは再び球場のアトラクションに出演するが、その2か月後の1961年6月18日に暴漢に襲われ36歳で死去。ゲーデルの訃報はニューヨーク・タイムズの一面に掲載された。ベックはゲーデルとの試合出場の交渉の際に「君の名は球史に不滅のものになる」と言って説得したが、晩年には「ニューヨーク・タイムズが一面に追悼記事を書いてくれるなんて、ノーベル賞受賞者でもない限り無理だ。約束通り、彼の名は不滅のものになったんだ」と語ったという。
ゲーデルが出場した際に着用していたユニフォームは、元々はバットボーイのものだったため「8分の1」という風変わりな背番号だった。現在は野球殿堂に所蔵されている。

## 年度別打撃成績
| 年 度     | 球 団     | 試 合 | 打 席 | 打 数 | 得 点 | 安 打 | 二 塁 打 | 三 塁 打 | 本 塁 打 | 塁 打 | 打 点 | 盗 塁 | 盗 塁 死 | 犠 打 | 犠 飛 | 四 球 | 敬 遠 | 死 球 | 三 振 | 併 殺 打 | 打 率 | 出 塁 率 | 長 打 率 | O P S |
| --------- | --------- | ----- | ----- | ----- | ----- | ----- | -------- | -------- | -------- | ----- | ----- | ----- | -------- | ----- | ----- | ----- | ----- | ----- | ----- | -------- | ----- | -------- | -------- | ----- |
| 1951      | SLB       | 1     | 1     | 0     | 0     | 0     | 0        | 0        | 0        | 0     | 0     | 0     | 0        | 0     | 0     | 1     | 0     | 0     | 0     | 0        | ----  | 1.000    | ----     | ----  |
| 通算：1年 | 通算：1年 | 1     | 1     | 0     | 0     | 0     | 0        | 0        | 0        | 0     | 0     | 0     | 0        | 0     | 0     | 1     | 0     | 0     | 0     | 0        | ----  | 1.000    | ----     | ----  |